# Mount Apolotok
Mount Apolotok ist ein markanter und 2555 m hoher Berg aus rotem Granit im Norden des ostantarktischen Viktorialands. Er ragt in der Salamander Range der Freyberg Mountains auf.
Die Übersetzung des aus der Sprache der Eskimos entliehenen Namens lautet „der große Rote“. Diesen deskriptiven Namen verlieh ihm die Nordgruppe einer von 1963 bis 1964 durchgeführten Kampagne im Rahmen der New Zealand Geological Survey Antarctic Expedition.